# The Singles Collection (Spandau Ballet)
The Singles Collection è la prima raccolta del gruppo inglese Spandau Ballet. l'album è stato pubblicato nel 1985 dalla Chrysalis Records.

## Tracce
1. Gold - 3:54
2. Lifeline - 3:21
3. Round and Round - 4:34
4. Only When You Leave - 4:48
5. Instinction - 3:35
6. Highly Strung - 4:10
7. True - 5:36
8. Communication - 3:25
9. I'll Fly for You - 5:10
10. To Cut a Long Story Short - 3:20
11. Chant No. 1 (I Don't Need This Pressure On) - 4:06
12. She Loved Like Diamond - 2:55
13. Paint Me Down - 3:43
14. The Freeze - 3:30
15. Musclebound - 3:58

## Formazione
- Tony Hadley - voce
- Gary Kemp - chitarra
- Steve Norman - sassofono, percussioni
- Martin Kemp - basso
- John Keeble - batteria